# Bulbophyllum expallidum
Bulbophyllum expallidum är en orkidéart som beskrevs av Jaap J. Vermeulen. Bulbophyllum expallidum ingår i släktet Bulbophyllum och familjen orkidéer. Inga underarter finns listade i Catalogue of Life.